# SC Vasas Budapesta
SC Vasas este o echipă de fotbal din Budapesta, Ungaria. Este secția de fotbal a Clubului Sportiv Vasas, înființat la 16 martie 1911. Clubul este cunoscut la nivel internațional pentru secțiile de fotbal, handbal și polo.

## Denumiri
- 1911: Vas-és Fémmunkások Sport Clubja
- 1943: Kinizsi Vasas Budapest
- 1944: Nemzeti Kinizsi Budapest
- 1945: Budapesti Vasas SC
- 1948: Budapesti Vasas SE
- 1957: Budapesti Vasas SC

## Palmares
- Nemzeti Bajnokság I
  - Câștigători (6):  1957, 1961, 1962, 1965, 1966, 1977
- Cupa Ungariei
  - Câștigători (4):  1955, 1973, 1981, 1986

- Cupa Mitropa
  - Câștigptori (6):  1956, 1957, 1962, 1965, 1970, 1983

- Liga Campionilor
  - Semi-finaliști 1):  1957-1958

## Lotul actual
La 21 august 2015.
| Nr. |            | Poziție | Jucător                  |
| --- | ---------- | ------- | ------------------------ |
| 1   | Ungaria    | P       | Gergely Nagy             |
| 3   | Muntenegru | M       | Marko Vukasovic          |
| 7   | Ungaria    | F       | Szilveszter Hangya       |
| 8   | Ungaria    | A       | Martin Ádám              |
| 9   | Ungaria    | M       | Zsombor Berecz           |
| 10  | Ungaria    | A       | Mohamed Remili (căpitan) |
| 12  | Serbia     | M       | Miloš Adamović           |
| 14  | Ungaria    | F       | Csaba Preklet            |
| 15  | Ungaria    | M       | Mátyás Gál               |
| 17  | Ungaria    | F       | Attila Osváth            |
| 19  | Ungaria    | A       | János Lázok              |
| 20  | Ungaria    | A       | Krisztián Kenesei        |

| Nr. |         | Poziție | Jucător           |
| --- | ------- | ------- | ----------------- |
| 22  | Serbia  | A       | Vojo Ubiparip     |
| 23  | Ungaria | M       | Máté Vida         |
| 26  | Ungaria | F       | Tamás Grúz        |
| 29  | Ungaria | M       | Benedek Murka     |
| 31  | Ungaria | P       | Bence Hermány     |
| 33  | Serbia  | F       | Tomislav Pajovic  |
| 42  | Ungaria | A       | Norbert Könyves   |
| 77  | Ungaria | M       | Péter Czvitkovics |
| 89  | Ungaria | F       | András Debreceni  |
| 90  | Ungaria | P       | Dániel Póser      |
| 99  | Ungaria | A       | Csanád Novák      |
| --  | Ucraina | A       | Yevhen Pavlov     |